# Manolo Zanella
Manolo Zanella (Feltre, província de Belluno, 23 de desembre de 1983) va un ciclista italià, que va competir de 2003 a 2008.

## Palmarès
- 2004
  - Vencedor d'una etapa al Giro del Friül-Venècia Júlia
- 2006
  - 1r al Circuit del Porto-Trofeu Arvedi
- 2008
  - Vencedor d'una etapa a la Volta a Romania